# Holle (Basse-Saxe)
Pour les articles homonymes, voir Holle.
Holle est une municipalité allemande du land de Basse-Saxe et l'arrondissement de Hildesheim.

## Quartiers
- Söder, intégré à Holle le 1er mars 1974.

## Personnalités liées à la ville
- Alexander Münster (1858-1922) homme politique né et mort à Derneburg.